# IWGP World Heavyweight Championship

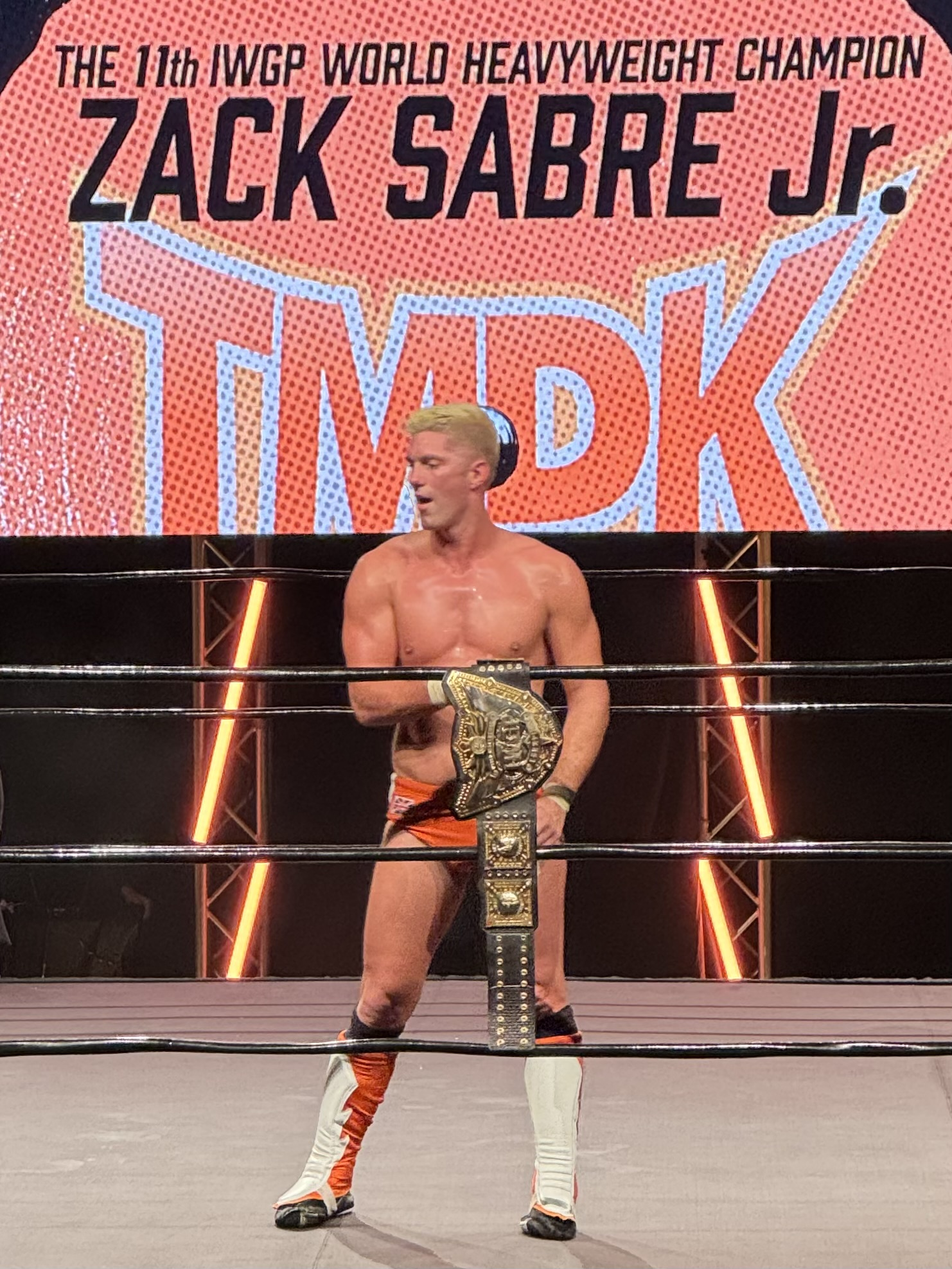
Zack Sabre, Jr. avec la ceinture.

L'IWGP World Heavyweight Championship (IWGP世界ヘビー級王座, IWGP Sekai hebī-kyū ōza) (que l'on peut traduire par championnat du monde poids lourd IWGP) est le championnat de catch (lutte professionnelle) principal de la New Japan Pro Wrestling (NJPW). Il est créé à la suite de l'unification du championnat poids lourds IWGP et le championnat intercontinental IWGP par Kōta Ibushi le 4 janvier 2021. Depuis sa création, dix catcheurs ont détenu ce titre.

## Histoire
En 2019, alors qu'il est le champion intercontinental IWGP, Tetsuya Naitō déclare son intention de faire l'histoire en devenant le premier à détenir les championnats poids lourds et intercontinental en même temps. À la fin de l'année, Jay White, qui a remporté le championnat intercontinental ainsi que Kōta Ibushi qui est challenger pour le championnat poids lourd, ont également exprimé le même désir. Après un vote des fans, il a été décidé que Naito, White, Ibushi et le champion poids lourd IWGP, Kazuchika Okada participeront à Wrestle Kingdom 14 les 4 et 5 janvier 2020, et que l'un d'entre eux finirait avec les deux titres. Naito a réussi l'exploit de devenir le premier "Double Champion" et les deux titres ont été défendus ensemble depuis. En 2020, Naito a déclaré que son intention initiale était que les titres soient défendus séparément. Il a demandé cela, ou que les titres soient unifiés, mais aucun changement ne s'est produit.
Après qu'Ibushi ait remporté les titres de Naito à Wrestle Kingdom 15 le 4 janvier 2021, il a exprimé son souhait que les titres soient unifiés. Le 1er mars 2021, avec Ibushi toujours champion, l'unification des titres pour créer le nouveau championnat du monde des poids lourds IWGP a été officiellement annoncée, avec Ibushi comme premier champion. Après l'annonce, Ibushi, qui devait affronter El Desperado le 4 mars 2021 dans un match n'étant pas pour les titres, a demandé que le match soit pour les ceintures. Sa demande a été accordée avec l'unification du titre retardée jusqu'à la fin du match, dont le vainqueur serait le dernier Double Champion et par conséquent, le premier champion du monde des poids lourds. Ibushi a remporté le match.
Avec l'annonce du nouveau championnat, une nouvelle ceinture à également été annoncé. Jusqu'à ce que la nouvelle ceinture soit prête, Ibushi a continué à apparaitre avec les anciennes ceintures. La nouvelle ceinture a finalement été révélée et présentée au champion Ibushi lors d'une cérémonie de présentation le 30 mars 2021,.

### Historique du titre
| N  | Champion        | Changement de titre | Changement de titre           | Changement de titre | Statistiques de règne | Statistiques de règne | Statistiques de règne | Notes | Ref.   |
| N  | Champion        | Date                | Évènement                     | Lieu                | Règne                 | Durée                 | Défenses              | Notes | Ref.   |
| -- | --------------- | ------------------- | ----------------------------- | ------------------- | --------------------- | --------------------- | --------------------- | --- | ------ |
| 1  | Kōta Ibushi     | 4 mars 2021         | 49th Anniversary Show         | Tokyo, Japon        | 1er                   | 31 jours              | 0                     | Après que Kota Ibushi ait conservé le IWGP Heavyweight Championship et le IWGP Intercontinental Championship contre El Desperado, les titres ont été unifiés pour créer le IWGP World Heavyweight Championship, Ibushi devenant le champion inaugural. | [ 9 ]  |
| 2  | Will Ospreay    | 4 avril 2021        | Sakura Genesis (2021)         | Tokyo, Japon        | 1er                   | 46 jours              | 1                     | | [ 10 ] |
| -  | Vacant          | 20 mai 2021         | —                             | —                   | —                     | —                     | —                     | Will Ospreay annonce devoir rendre le titre en raison d'une blessure aux cervicales. | [ 11 ] |
| 3  | Shingo Takagi   | 7 juin 2021         | Dominion 6.6 in Osaka-jo Hall | Tokyo, Japon        | 1er                   | 211 jours             | 3                     | Takagi bat Kazuchika Okada pour remporter le titre vacant. | [ 12 ] |
| 4  | Kazuchika Okada | 4 janvier 2022      | Wrestle Kingdom 16            | Tokyo, Japon        | 1er                   | 168 jours             | 4                     | | .      |
| 5  | Jay White       | 12 juin 2022        | Dominion 6.12                 | Osaka, Japon        | 1er                   | 206 jours             | 2                     | | ,.     |
| 6  | Kazuchika Okada | 4 janvier 2023      | Wrestle Kingdom 17            | Tokyo, Japon        | 2e                    | 94 jours              | 2                     | | [ 17 ] |
| 7  | Sanada          | 8 avril 2023        | Sakura Genesis                | Tokyo, Japon        | 1er                   | 271 jours             | 4                     | | [ 18 ] |
| 8  | Tetsuya Naitō   | 4 janvier 2024      | Wrestle Kingdom 18            | Tokyo, Japon        | 1er                   | 99 jours              | 2                     | | [ 19 ] |
| 9  | Jon Moxley      | 12 avril 2024       | Windy City Riot               | Chicago, États-Unis | 1er                   | 79 jours              | 4                     | | [ 20 ] |
| 10 | Tetsuya Naitō   | 30 juin 2024        | Forbidden Door                | Elmont (New York)   | 2e                    | 106 jours             | 1                     | | [ 21 ] |
| 11 | Zack Sabre, Jr. | 14 octobre 2024     | King of Pro Wrestling         | Tokyo               | 1er                   | 120 jours             | 4                     | | [ 22 ] |
| 12 | Hirooki Gotō    | 11 février 2025     | The New Beginning             | Osaka               | 1er                   | 138 jours             | 7                     | | [ 23 ] |

## Règnes combinés
| N  | Champion        | 1re victoire | Règnes | Défenses | Jours |
| -- | --------------- | ------------ | ------ | -------- | ----- |
| 1  | Sanada          | 8 avr. 2023  | 1      | 4        | 271   |
| 2  | Kazuchika Okada | 4 janv. 2022 | 2      | 6        | 253   |
| 3  | Shingo Takagi   | 7 juin 2021  | 1      | 3        | 211   |
| 4  | Jay White       | 12 juin 2022 | 1      | 2        | 206   |
| 5  | Tetsuya Naitō   | 4 janv. 2024 | 2      | 2        | 205   |
| 6  | Zack Sabre, Jr. | 14 oct. 2024 | 2      | 4        | 120   |
| 7  | Jon Moxley      | 12 avr. 2024 | 1      | 4        | 79    |
| 8  | Will Ospreay    | 4 avr. 2021  | 1      | 1        | 46    |
| 9  | Hirooki Gotō    | 11 fév. 2025 | 1      | 7        | 138   |
| 10 | Kōta Ibushi     | 4 mars 2021  | 1      | 0        | 31    |